# サジダ

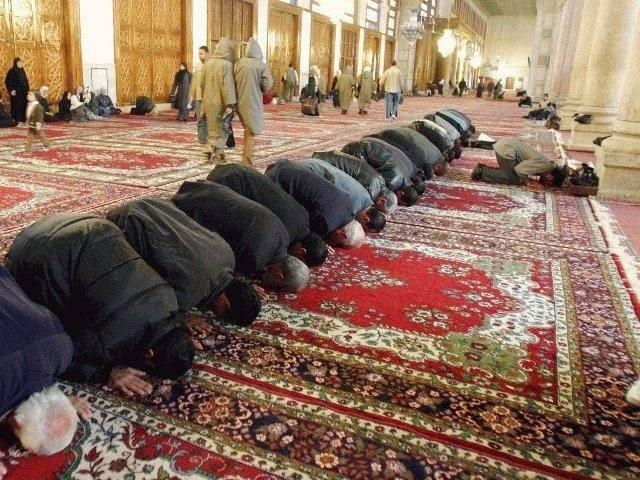
神に祈りを捧げる様子

サジダ（動詞、阿: سجدة, 発音 [ˈsædʒdæ(tu)]）またはスジュード（名詞、阿: سُجود, [sʊˈdʒuːd]、英: SajdahまたはSujud）は、イスラームにおける礼拝姿勢の一つで、額を地に付ける平伏叩頭姿勢。
サジュダとも呼ばれる。これに由来し、礼拝時に用いる絨毯を「サッジャーダ」と呼ぶ。「サッジャーダ・ナシーン」という言葉もある。立礼の場合は「ルクー」となり、膝頭を掌で包み、地面と平行になるように体を90度折る。足は揃えず、足を開いたまま礼拝する。
中東ではイスラーム以前は太陽信仰が盛んだったが、イスラームでは完全否定された。太陽はアッラーのアーヤ（徴のこと）にすぎず、太陽でなくアッラーにサジダすべきと、۩Q41章37節に書かれている。

## サジダ節

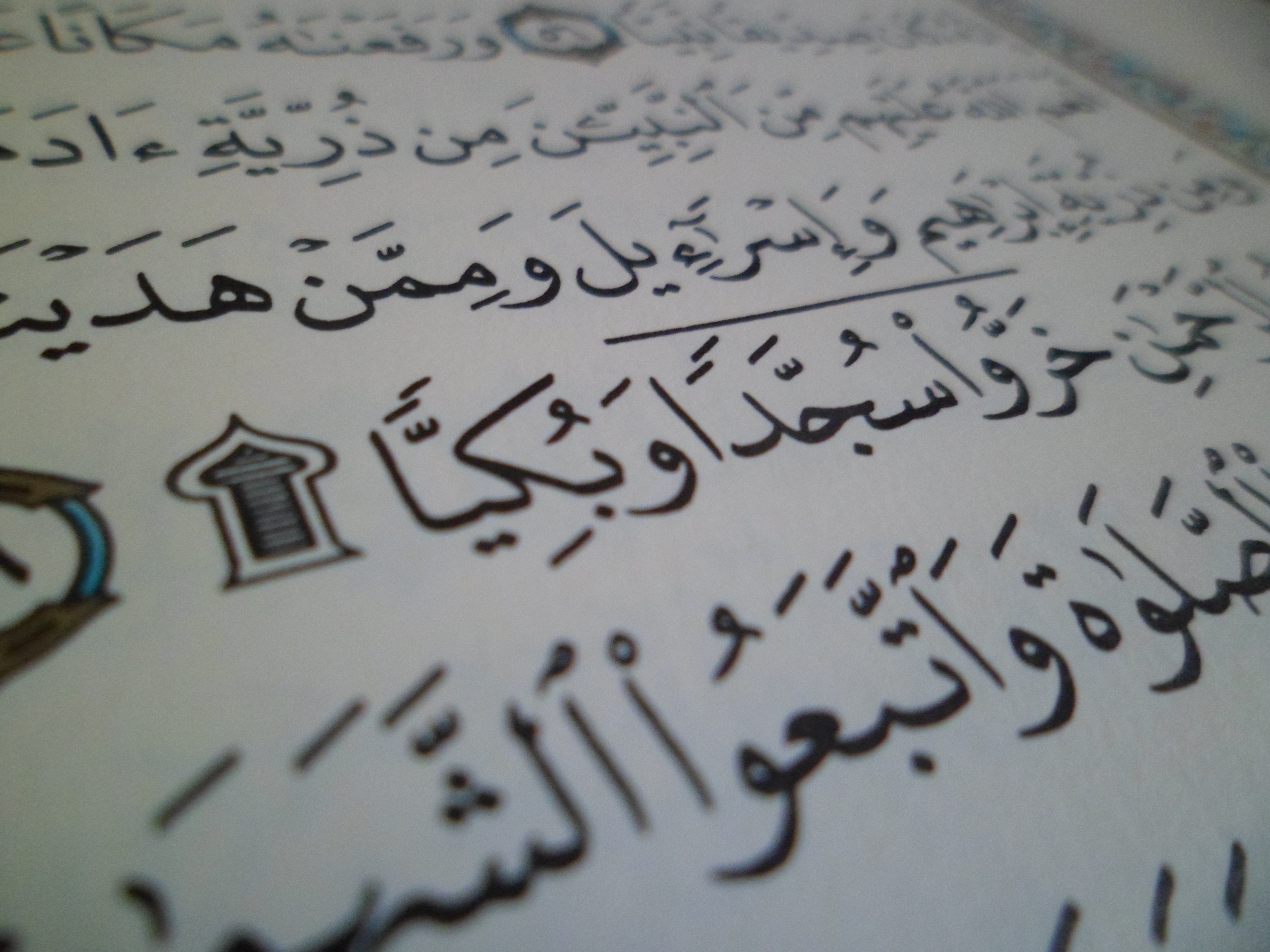
サジダ節の表記（۩Q19章:58）

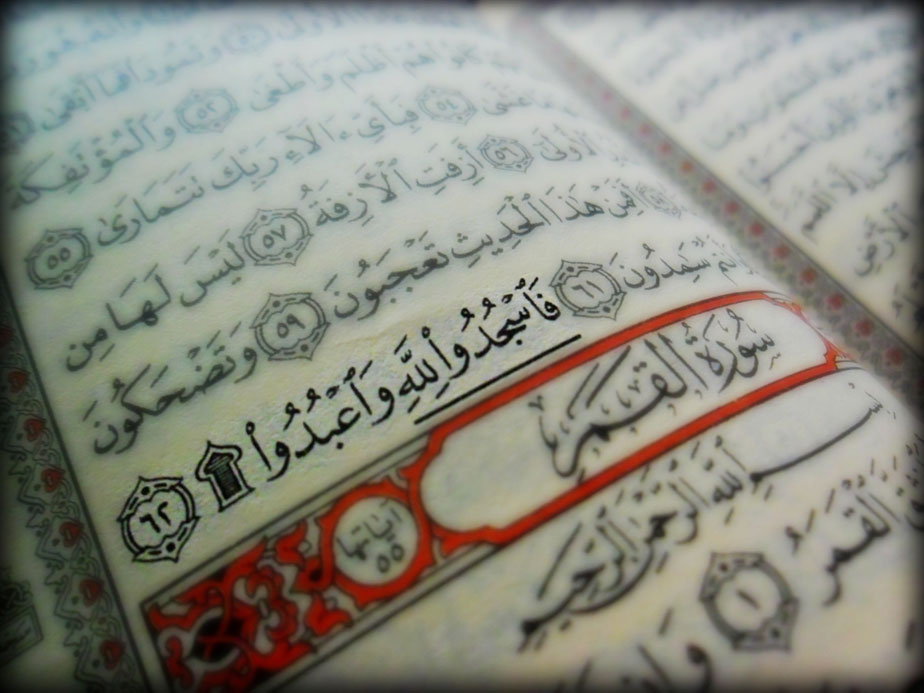
サジダ節の表記（۩Q53章:62）

クルアーンの全114章（スーラ）のうち、マッカ啓示の計14章において、「サジダ節」と呼ばれる節が含まれている（22「巡礼」のみに2つの節が含まれるため計15ヶ所）。一般的にクルアーンの該当箇所には「۩」の記号がつけられる。
この節を耳にしたムスリムは、いつでもその場で「サジダ」を行うことを求められているという。